# Walter Pucher
Walter Pucher (* 1971 in Spittal an der Drau, Kärnten) ist ein österreichischer Schriftsteller und Musiker.

## Leben und Wirken
Walter Pucher erlernte autodidaktisch die Akustikgitarre und gab als Gitarrist Konzerte in Österreich, Deutschland Spanien. Bis 2010 schrieb er insbesondere Theaterstücke, Lyrik, Prosa sowie Drehbücher und publizierte mehrere Bücher. Seit 2009 wirkt er auch als Songwriter im Dialekt.
Pucher lebt seit 1991 in Wien und ist Mitglied der Grazer Autorenversammlung.

## Projekte (Auswahl)

### Theater
- varieté minuit (Porgy&Bess 2002)
- The Wonderful Drama of Punch and Judy (Wien 2004)

### Performances
- O (Wiesbaden 2004)
- Chymisches Lustgärtlein[2] (Essl Museum 2006, mit Klaus Burger und Matthias Schneider-Hollek)

### Musik
- hey, du, Musikvideo (Projekt des Studienganges Media Management der Hochschule RheinMain 2010)

## Buchpublikationen
- harzblut stark riechend. lyrische portraits. edition ch, 2006.
- Post aus Knoppen. Prosa, Lyrik, Skizzen. Edition Art&Science, 2006.
- Marsgeografie. Novelle. Limbus Verlag, 2007.

## Filmografie
- Komm und sieh Rudyn (1998, mit Friedemann Derschmidt)
- ophion (2006, mit Martin Burkhardt)
- tokoi (1995/2007)

## Auszeichnungen
- 2003: Feldkircher Lyrikpreis[3]